# بايجون
بايجون هي ماركة مبيدات آفات تنتجها SC جونسون والابن . إنه مبيد حشري يستخدم لإبادة الآفات المنزلية ومكافحتها ، مثل الصراصير والصراصير والنمل ونمل النجار والعناكب والسمك الفضي والبعوض . في عام 1975 ، قدمت بايجون أول رذاذ سطحي في أستراليا لقتل الصراصير والحشرات الزاحفة الأخرى.
تم تقديم بايجون بواسطة شركة صناعة الكيماويات الألمانية باير في عام 1975. في عام 2003 ، باعت باير العلامة التجارية إلى SC جونسون والابن. كجزء من الاتفاقية ، لا تزال شركة باير تقوم بتصنيع المكونات النشطة المستخدمة في المبيدات الحشرية وتزويد شركة SC جونسون بشكل غير حصري.  

## روابط خارجية
- الموقع الرسمي